# Wilhelm Gläser (Landrat)
Wilhelm Woldemar Gläser (* 7. Mai 1874 in Gera; † 2. Januar 1951 in Neuss) war ein deutscher Jurist und Politiker.

## Leben
Als Sohn eines Webereidirektors geboren, studierte Gläser nach dem Besuch des Realgymnasiums in Gera Volkswirtschaft in Leipzig, legte 1896 sein Abitur für Griechisch und Latein am Königlichen Friedrich-Wilhelms-Gymnasium in Magdeburg ab und studierte dann Rechtswissenschaften in Leipzig und Jena. Während seines Studiums wurde er 1894 Mitglied der Leipziger Burschenschaft Dresdensia. Nach seinem Studium durchlief er zahlreiche Stationen, so war er 1903 als Amtsanwalt am Amtsgericht Gotha, dann bis 1909 als Assessor und besoldeter Landratsamtsassessor im Landratsamt Waltershausen, und folgend bis 1914 als Staatsanwalt bei der Staatsanwaltschaft in Gotha tätig. Von 1909 bis 1914 war er Kreisobmann des Nationalliberalen Landesvereins für das Herzogtum Sachsen-Coburg-Gotha und im Vorstand des Vereins zu Bekämpfung der Sozialdemokratie. Nachdem er 1914 kommissarischer Landrat in Waltershausen geworden war, übernahm er das Amt als Landrat von 1916 bis 1922 hauptamtlich. Von 1922 bis 1924 war er Wartestandsbeamter und übernahm dann die kommissarische Verwaltung der Kreisdirektion Eisenach, wo er dann bis 1926 als Kreisdirektor dann als Landrat wirkte. 1933 wurde er Mitglied der SA, in der er Rottenführer wurde. 1937 trat er in die NSDAP ein; im gleichen Jahr wurde er auf eigenen Wunsch hin in den Ruhestand versetzt. Bis 1945 war er als beamteter Sachbearbeiter für den Straßen- und Eisenbahnbau in Eisenach und zwischenzeitlich in Weimar tätig. 1945 trat er der Liberaldemokratischen Partei (LDP) bei. Im gleichen Jahr wurde er aufgrund seiner SA- und NSDAP-Mitgliedschaften als Sachbearbeiter entlassen.

## Ehrungen
- 1915: Ritterkreuz 2. Klasse
- 1942: Kriegsverdienstkreuz 2. Klasse